# Валя-Серій
Валя-Серій (рум. Valea Sării) — село у повіті Вранча в Румунії. Входить до складу комуни Валя-Серій.
Село розташоване на відстані 169 км на північ від Бухареста, 36 км на північний захід від Фокшан, 108 км на північний захід від Галаца, 95 км на схід від Брашова.

## Населення
За даними перепису населення 2002 року у селі проживали 529 осіб, усі — румуни. Усі жителі села рідною мовою назвали румунську.